# Mikroregion Curitiba

Mikroregion Curitiba

Mikroregion Curitiba – mikroregion w brazylijskim stanie Parana należący do mezoregionu Metropolitana de Curitiba. Ma powierzchnię 8 589,230 km²

## Gminy
- Almirante Tamandaré
- Araucária
- Balsa Nova
- Bocaiuva do Sul
- Campina Grande do Sul
- Campo Largo
- Campo Magro
- Colombo
- Contenda
- Kurytyba
- Fazenda Rio Grande
- Itaperuçu
- Mandirituba
- Pinhais
- Piraquara
- Quatro Barras
- Rio Branco do Sul
- São José dos Pinhais
- Tunas do Paraná